# Empires and Dance
| Críticas profissionais | Críticas profissionais |
| Avaliações da crítica  | Avaliações da crítica  |
| Fonte                  | Avaliação              |
| ---------------------- | ---------------------- |
| AllMusic               | [ 1 ]                  |
| Pitchfork Media        | [ 2 ]                  |

Empires and Dance é o terceiro álbum da banda Simple Minds, lançado em setembro de 1980.
O disco foi gravado no País de Gales e alcançou a 41ª posição na parada de álbuns do Reino Unido, número baixo em comparação aos anteriores. Apesar disso, quando o projeto foi relançado pela Virgin Records, alcançou popularidade comercial.
O álbum também influenciou outros artistas: James Dean Bradfield, guitarrista e vocalista da banda Manic Street Preachers o define como um de seus discos favoritos. O projeto gráfico também foi uma influência para o design de The Holy Bible (1994), enquanto a sonoridade também foi uma das referências de Futurology (2014).

## Faixas
Todas as faixas escritas e compostas por Simple Minds. 
| N.º | Título                   | Duração |  |
| 1.  | "I Travel"               | 4:00    |  |
| 2.  | "Today I Died Again"     | 4:36    |  |
| 3.  | "Celebrate"              | 5:03    |  |
| 4.  | "This Fear Of Gods"      | 7:03    |  |
| 5.  | "Capital City"           | 6:15    |  |
| 6.  | "Constantinople Line"    | 4:43    |  |
| 7.  | "Twist/Run/Repulsion"    | 4:31    |  |
| 8.  | "Thirty Frames A Second" | 5:02    |  |
| 9.  | "Kant-Kino"              | 1:52    |  |
| 10. | "Room"                   | 2:28    |  |